# Chilocentropus disparilis
Espèce
Chilocentropus disparilis est une espèce de trichoptères de la famille des Ecnomidae, la seule représentante du genre Chilocentropus. Ces insectes se rencontrent en Amérique du Sud (au Chili notamment) et sont actifs au crépuscule.